# Kokeshia
Kokeshia is een geslacht van wantsen uit de familie van de Schizopteridae. Het geslacht werd voor het eerst wetenschappelijk beschreven door Miyamoto in 1960.

## Soorten
Het genus bevat de volgende soorten:

- Kokeshia acutiformis Luo & Xie, 2022
- Kokeshia baii Luo & Xie, 2022
- Kokeshia bui Luo & Xie, 2022
- Kokeshia caii Luo & Xie, 2022
- Kokeshia drepanoides Luo & Xie, 2022
- Kokeshia esakii Miyamoto, 1960
- Kokeshia hilli Luo & Xie, 2022
- Kokeshia hsiaoi Ren & Zheng, 1992
- Kokeshia martensi Štys, 1985
- Kokeshia oroszi Rédei, 2008
- Kokeshia pengae Luo & Xie, 2022
- Kokeshia redeii Luo & Xie, 2022
- Kokeshia renae Luo & Xie, 2022
- Kokeshia similis Štys, 1985
- Kokeshia stysi Rédei, 2008
- Kokeshia weirauchae Luo & Xie, 2022
- Kokeshia xiei Rédei, Ren & Bu, 2012
- Kokeshia zhengi Rédei, Ren & Bu, 2012